# Slag bij Corupedium
De Slag bij Corupedium (ook genoemd Korupedion of Kurupedion; Oudgrieks: Κύρου πεδίον of Κόρου πεδίον, 'de vlakte van Kyros/Koros') is de naam van de laatste grote veldslag in de Diadochenoorlogen tussen rivaliserende opvolgers van Alexander de Grote. Hij werd uitgevochten in 281 v.Chr. door de legers van Lysimachus en Seleucus I Nicator. Lysimachus heerste al decennia over Thracië en gedeelten van West-Turkije sinds de Slag bij Ipsos. In 285 had hij de overmacht behaald over Macedonië. Seleucus heerste over het Seleucidische Rijk, het (hedendaags) Oost-Turkije, Syrië, Libanon, Israël/Palestina, Irak en Iran. Zo goed als niets is bekend over de veldslag zelf, behalve dat Seleucus de overwinning behaalde. Volgens Memnon van Heraclea's Geschiedenis van Heraclea Pontica werd Lysimachus gedood door een werpspeer die geworpen was door Malacon, een Heracleïsche soldaat in dienst van Seleucus.
Ook al gaf deze overwinning Seleucus nominale controle over bijna elk deel van Alexanders imperium, Egypte uitgezonderd, de overwinning veranderde eigenlijk niets. Seleucus werd niet lang na de veldslag vermoord en Macedonië zou snel weer onafhankelijk worden. Het was typisch voor de tijd dat deze twee voormalige kameraden en voormalige bondgenoten zouden eindigen als oude mannen in een gevecht tot de dood. Alle kameraden van Alexander hadden gewelddadige levens en stierven door geweld. Alleen Ptolemaeus zou vredig sterven in Alexandrië.